# Kipper
Kipper (originaltitel Kipper the Dog) är en amerikansk-brittisk TV-serie producerad av Grand Slamm Children's Films, HiT Entertainment och Nick Jr.. 
Kipper och hans vänner hittar på roliga saker att göra varje dag. De fem djuren träffar på vänner i form av andra djur och löser problem, som att hitta försvunna muggar och varandra.
Programmet går vanligtvis i den engelska TV-kanalen Sprout. I Sverige visades programmet i Barnkanalen och SVT1. Första visningen var år 2000, den senaste år 2013.

## Karaktärer
- Kipper - hund - huvudperson
- Tiger - hund - Kippers bästa kompis, en terrier
- Nasse - gris - Kippers kompis
- Arnold - kulting (gris) - Nasses kusin, som inte pratar för att han är liten
- Jack - hund - en stor fårhund, något trögtänkt